# Ејдотеја
Ејдотеја је у грчкој митологији било име више личности.

## Митологија
1. Била је морска нимфа која је имала пророчанске моћи, кћерка бога Протеја. Према Еурипиду, њена мајка је била Псамата. Када се Менелајева лађа зауставила крај острва Фароса близу Египта, Ејдотеја му је открила како може да зароби њеног оца да би му открио пророчанство које ће му омогућити бег са острва. О њој је писао Хомер у „Одисеји“.[1]
2. Према Антонину Либералу, нимфа Ореада или Најада са планине Отрис у Малији (северна Грчка). Највероватније је била кћерка бога Сперхеја, а волео ју је бог Посејдон са којим је имала сина Еусира. Вероватно је била иста личност као и Диопатра.[2]
3. Према Хигину, Океанида која је са сестрама Амалтејом и Адрастејом неговала малог Зевса.[3] Неки извори наводе да је била Мелисејева кћерка.[4]
4. Једна од могућих Финејевих супруга.[5]
5. Принцеза из Карије, кћерка краља Еурита, удата за Милета коме је родила близанце Библиду и Кауна.[4][6]

## Биологија
Латинско име ових личности (Eidothea) је назив рода биљака.